# Leptochiton leloupi
Leptochiton leloupi is een keverslakkensoort uit de familie van de Leptochitonidae. De wetenschappelijke naam van de soort is voor het eerst geldig gepubliceerd in 1979 door Kaas.